# Strażnica WOP Kocioł
Strażnica Wojsk Ochrony Pogranicza Lewin/Antoninek/Kocioł – zlikwidowany podstawowy pododdział graniczny Wojsk Ochrony Pogranicza pełniący służbę graniczną na granicy polsko-czechosłowackiej.
Strażnica Straży Granicznej w Kotle – zlikwidowana graniczna jednostka organizacyjna Straży Granicznej realizująca zadania bezpośrednio w ochronie granicy państwowej z Czechosłowacją/Republiką Czeską.

## Formowanie i zmiany organizacyjne
Strażnica została sformowana w 1945 w strukturze 52 komendy odcinka jako 240 strażnica WOP (Lewin) o stanie 56 żołnierzy. Kierownictwo strażnicy stanowili: komendant strażnicy, zastępca komendanta do spraw polityczno-wychowawczych i zastępca do spraw zwiadu. Strażnica składała się z dwóch drużyn strzeleckich, drużyny fizylierów, drużyny łączności i gospodarczej. Etat przewidywał także instruktora do tresury psów służbowych oraz instruktora sanitarnego.
W 1948 strażnica stacjonowała w Antoninku .
W związku z reorganizacją oddziałów WOP, 24 kwietnia 1948 240 strażnica OP Antoninek została włączona w struktury 79 batalionu Ochrony Pogranicza, a 1 stycznia 1951 53 batalionu WOP w Dusznikach-Zdroju.
Od 15 marca 1954 wprowadzono nową numerację strażnic, a strażnica WOP Kocioł otrzymała nr 249 w skali kraju.
W 1956 rozpoczęto numerowanie strażnic na poziomie brygady. Strażnica II kategorii Kocioł była 13 w 5 Brygadzie Wojsk Ochrony Pogranicza. W 1958 miała nr 14 .
W 1960, po kolejnej zmianie numeracji, strażnica posiadała numer 14 i zakwalifikowana była do kategorii IV w 5 Sudeckiej Brygadzie WOP .
W okresie 1959–1961 w strukturach 5 Sudeckiej Brygady Wojsk Ochrony Pogranicza powołano placówki Wojsk Ochrony Pogranicza (Radków, Pstrążna, Kocioł, Lasówka, Długopole, Nowa Wieś, Stronie Śląskie, Złoty Stok).
1 listopada 1961 i 31 stycznia 1962 była jako placówka WOP w Kotle. W 1964 placówka WOP nr 13 Kocioł zaliczona została do II kategorii.
W 1989, po rozformowaniu Sudeckiej Brygady WOP, Strażnica WOP Kocioł weszła w struktury nowo utworzonego Sudeckiego Batalionu WOP w Kłodzku i tak funkcjonowała do 15 maja 1991 jako strażnica kadrowa na czas „P”.
Straż Graniczna:
po rozwiązaniu Wojsk Ochrony Pogranicza, 16 maja 1991 strażnica w Kotle weszła w struktury Sudeckiego Oddziału Straży Granicznej w Kłodzku i przyjęła nazwę Strażnica Straży Granicznej w Kotle.
W 2000 rozpoczęła się reorganizacja struktur Straży Granicznej związana z przygotowaniem Polski do wstąpienia, do Unii Europejskiej i przystąpieniem do Traktatu z Schengen. Podczas restrukturyzacji wprowadzono kompleksową ochronę granicy już na najniższym szczeblu organizacyjnym tj. strażnica i graniczna placówka kontrolna. Wprowadzona całościowa ochrona granicy zniosła podział na graniczne jednostki organizacyjne ochraniające tylko tzw. „zieloną granicę” i prowadzące tylko kontrole ruchu granicznego. W wyniku tego 2 stycznia 2003 nastąpiło zniesienie strażnicy SG w Kotle, a ochraniany odcinek przejęła Graniczna Placówka Kontrolna SG w Kudowie-Zdroju.

## Ochrona granicy
W ochronie granicy dowódcy strażnicy ściśle współpracowali ze swoimi odpowiednikami tj. naczelnikami placówek OSH (Ochrana Statnich Hranic) CSRS.
Straż Graniczna:
W ochronie granicy komendanci strażnicy ściśle współdziałali w zabezpieczeniu granicy państwowej z placówkami po stronie czeskiej cizinecké policie RCPP.

## Wydarzenia
- 1970 – 21 października mieszkaniec wsi Jawornica powiadomił placówkę WOP Kocioł o pojawieniu się w pobliżu granicy państwowej dwóch nieznanych mężczyzn. Zatrzymani w godzinę potem przez żołnierzy WOP przyznali się iż mięli zamiar przekroczyć granicę do Czechosłowacji, a stamtąd przedostać się do Austrii[13].
- 1976 – wycofano ostatecznie z granicy rowery, zastępując je motocyklami małolitrażowymi; WSK-175 dla kadry i WSK-125 dla żołnierzy służby zasadniczej (5–13 motocykli w zależności od obsady i na jakiej granicy). Wyposażone w łączność radiową motocykle stały się podstawowym środkiem transportu w służbie patrolowej i rozpoznawczej[14].

## Strażnice sąsiednie
- 239 strażnica WOP Grunwald ⇔ 241 strażnica WOP Sackisch – 1946
- 239 strażnica OP Zieleniec ⇔ 241 strażnica OP Słone – 24.04.1948
- 248 strażnica WOP Zieleniec ⇔ 250 strażnica WOP Brzozowice – 15.03.1954
- 12 strażnica WOP Zieleniec kat. II ⇔ 14 strażnica WOP Brzozowice kat. II – 1956
- 15 strażnica WOP Zieleniec kat. IV ⇔ 13 strażnica WOP Brzozowice kat. IV – 1.01.1960
- 14 strażnica WOP Zieleniec kat. III ⇔ 12 strażnica WOP Brzozowice kat. III – 8.07.1964

Straż Graniczna:
- Strażnica SG w Zieleńcu ⇔ Strażnica SG w Czermnej – 16.05.1991.

## Komendanci/dowódcy strażnicy
- por. Zdzisław Radłowski (29.09.1951–14.12.1954)[15]
- Czesław Wojciechowski p.o. (1.11.1961–31.01.1962)[9]
- ppor. Czesław Klimek (od 28.08.1984[16]).